# Бархлін
Бархлін (пол. Barchlin) — село в Польщі, у гміні Пшемент Вольштинського повіту Великопольського воєводства.
Населення — 399 осіб (2011).
У 1975—1998 роках село належало до Лешненського воєводства.

## Демографія
Демографічна структура станом на 31 березня 2011 року:
|          | Загалом | Допрацездатний вік | Працездатний вік | Постпрацездатний вік |
| -------- | ------- | ------------------ | ---------------- | -------------------- |
| Чоловіки | 197     | 45                 | 138              | 14                   |
| Жінки    | 202     | 54                 | 123              | 25                   |
| Разом    | 399     | 99                 | 261              | 39                   |